# Sarsasapogenina
La sarsapogenina es un espirostano. Se encuentra en las especies Yuccas brevifolia, Yuccas filifera, Smilax aspera.